# Козьмодемьянская крепость
Козьмодемьянская крепость — деревянная крепость Козьмодемьянска, основанная в 1583 году.

## Описание
Козьмодемьянская крепость располагалась на вершины высокой горы (свыше 50 м), высившейся над излучиной Волги. Она состояла из небольшого кремля (рубленого города) и значительно более обширного окольного города (острога). Протяжённость его стен составляла 788 м. Кремль венчал вершину горы и от него вниз, к подножию горы спускались стены острога, замыкая, таким образом крепостной четырёхугольник. Подступы к укреплениям защищали рвы и овраги. Внутри крепости в верхней нагорной части находились деревянные Троицкий собор и приходская Богоявленская церковь, а также, вероятно, воеводский двор и аманатские дворы с несколькими казёнными складскими постройками. Остальную территорию крепости занимали осадные и жилые дворы местных служилых людей, лепившиеся по склону горы. Вне крепостной стены размещалась Загородная слобода, а внизу у реки — более многолюдная Подгородная слобода. В ней стояла Знаменская (позже Успенская) церковь и располагались торговая площадь с лавками, съезжая изба, таможня, кружечный и житный дворы. Недалеко от города также имелась Ямская слобода, населённая ямщиками, которые обслуживали Сибирский тракт.

## История
Козьмодемьянск и его крепость были основаны в 1583 году во время похода судовой русской рати, направленной на подавление черемисского восстания. Среди воевод, поставивших крепость в Козьмодемьянске, названы Иван Туренин, Дмитрий Замыцкий, Иван Сонцов-Засекин, Степан Кузьмин-Караваев, Фёдор Мосальский и Иван Елизаров. В ходе восстания Болоникова и борьбы с интервентами Лжедмитрия II Козьмодемьянск кратко переходил под власть «воров», но вскоре возвращался под царскую руку.
В 1653 году козьмодемьянские служилые люди участвовали в строительстве Симбирска и Симбирской засечной черты. По Сметной росписи 166—1663 годов в гарнизоне крепости числилось 347 человек, при этом многие несли временную службу в других городах. Во время Разинского восстания Козьмодемьянск был захвачен повстанцами, хотя был накануне укреплён воеводой Иваном Побединским. Местные служилые впустили разинцев в город, после чего воевода и другие чиновники были убиты. Однако вскоре Козьмодемьянск был отвоёван отрядом царского воеводы Даниила Барятинского. Вскоре было отбито нападение крупного отряда разинцев.
29 апреля 1700 года Козьмодемьянская крепость сгорела и больше не восстанавливалась.